# هادلی (نوادا)
هادلی (به انگلیسی: Hadley) یک منطقهٔ مسکونی در ایالات متحده آمریکا است که در نوادا واقع شده‌است.